# 에드몽 반 다엘
에드몽 반 다엘(Edmond Van Daële, 1884년 8월 11일~1960년 3월 11일)은 네덜란드 - 프랑스의 영화 배우였다.
Edmond Jean Adolphe Minckwitz 로 태어난 그는 Jean Epstein 이 감독한 1923년 무성 영화 Coeur fidèle (충실한 마음)에 출연했다. 그는 1915년에서 1950년 사이에 Abel Gance의 Napoleon 을 포함하여 거의 50편의 영화에 출연했다.

## 참여 작품
- 나폴레옹 (1927년 영화)
- 충실한 마음(1923년 영화)